# Fernando Pérez Valdés
 (août 2024).
Si vous disposez d'ouvrages ou d'articles de référence ou si vous connaissez des sites web de qualité traitant du thème abordé ici, merci de compléter l'article en donnant les références utiles à sa vérifiabilité et en les liant à la section « Notes et références ».
Pour les articles homonymes, voir Fernando Pérez et Pérez.
Fernando Pérez Valdés est un réalisateur cubain, né le 19 novembre 1944 à La Havane.

## Biographie
Fernando Perez Valdés naît le 14 avril 1944 à La Havane, il grandit dans une famille passionnée par les arts. Fasciné dès son plus jeune âge par le cinéma, il montre un intérêt précoce pour l’écriture et la réalisation[réf. souhaitée]. Après avoir terminé ses études secondaires, il intègre à l'Institut Supérieur d'Art (en) de La Havane, où il étudie la réalisation. Au sein de cet institut, il bénéficie d'une formation complète en cinéma, apprenant les aspects techniques mais aussi les théories du cinéma[évasif]. Sa passion se développe et il commence à explorer divers styles et techniques de narration.
Fernando Perez Valdés est considéré comme l’un des réalisateurs cubains les plus renommés[réf. nécessaire]. Son travail est salué tant au niveau national qu’international pour sa puissance artistique et sa sensibilité sociale[réf. nécessaire]. Fernando Perez Valdés est très actif dans la scène cinématographique cubaine puisqu’il continue à créer des œuvres qui reflètent les réalités de son pays[Lesquelles ?]. Il est également professeur de cinéma.
En 2021, Fernando Perez Valdés fait ses débuts en tant qu’acteur dans le film Corazón Azul de Miguel Coyula.
Ses films explorent différents thèmes, souvent les thèmes de l’identité, de la mémoire et de la condition humaine, proposant de nouvelles perspectives sur la société cubaine[évasif].

## Filmographie

### Réalisateur
- 1987 : Clandestinos (es)
- 1990 : Hello Hemingway (es)
- 1994 : Madagascar (es)
- 1998 : La vie, c'est siffler (La vida es silbar)
- 2003 : Suite Habana
- 2007 : Madrigal
- 2010 : José Martí: el ojo del canario (es)
- 2014 : La pared de las palabras
- 2017 : Últimos días en La Habana
- 2019 : Insoumises (Insumisa), coréalisé avec Laura Cazador

### Acteur
- 2021 : Corazón Azul de Miguel Coyula : Fernando